# Favela Santa Marta

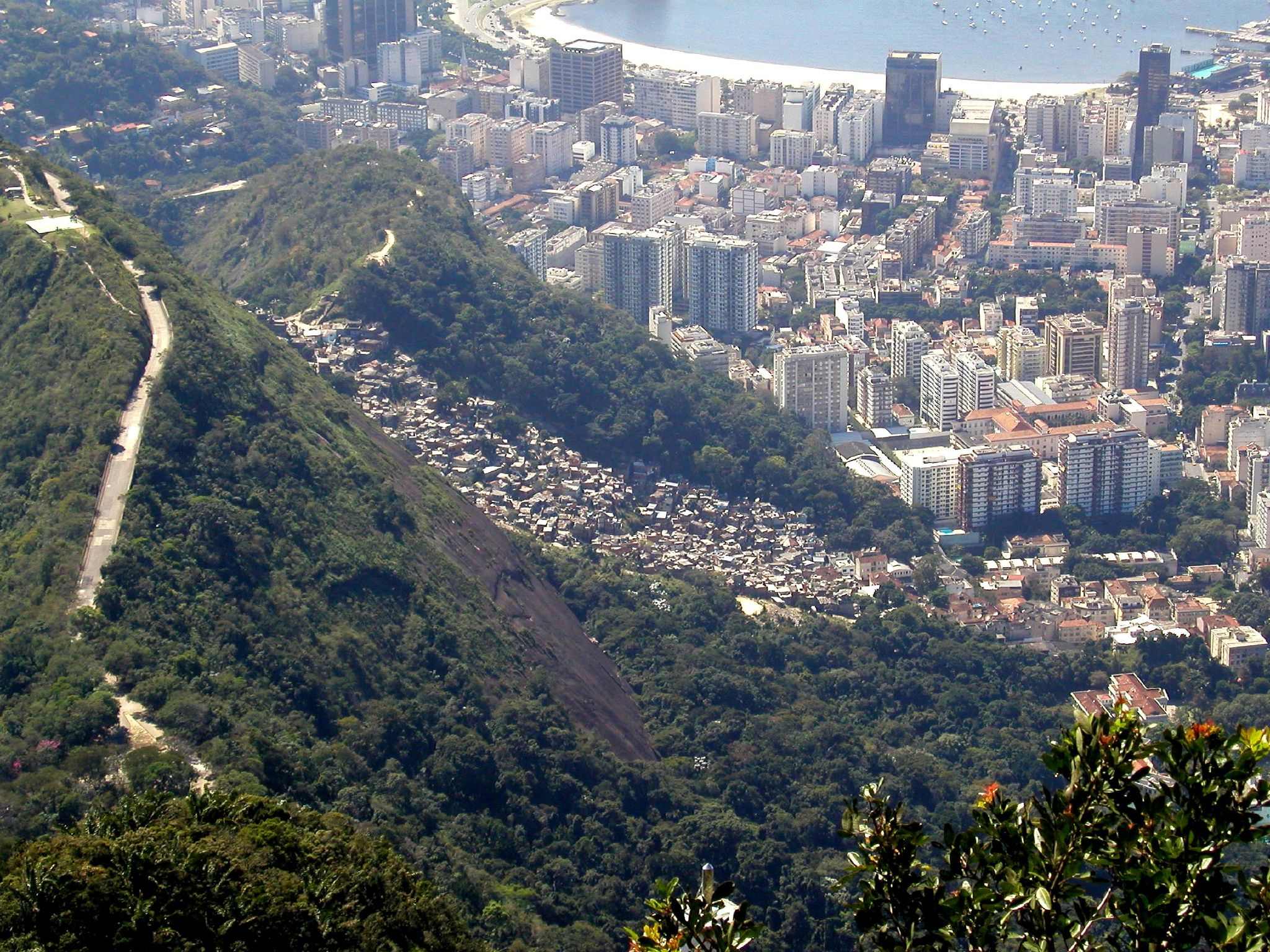
Vista aèria de la Favela Santa Marta, amb la Platja de Botafogo al fons.

La Favela Santa Marta és una favela localitzada en el Morro Dona Marta, en el barri de Botafogo, en la Zona Sud del municipi de Rio de Janeiro, al Brasil. La comunitat és, també, moltes vegades, anomenada de "Dona Marta", que és el nom de l'accident geogràfic on se situa.

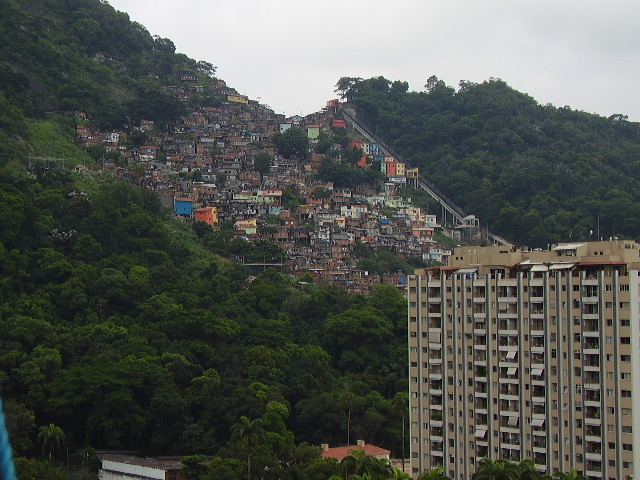
Favela Santa Marta. A la dreta, el pla inclinat que serveix la comunitat.

## Història
L'origen del nom de la favela remunta a l'inici del segle xx, quan una devota de Santa Marta va dur una imatge de la santa per a l'alt del morro. Durant la dècada de 1930 va ser construïda una capella per acollir la imatge. El terreny pertanyia al veí Colégio Santo Inácio, que va passar a permetre que alguns dels seus operaris visquessin en la vessant del turó del morro, donant origen a l'actual favela.
El 1987, el cineasta Eduardo Coutinho va dirigir un documental de 54 minuts sobre el lloc, denominat "Santa Marta - Duas semanas no morro".
El 8 de març de 1992, va ser inaugurat l'escola de samba GRES Mocidade Unida do Santa Marta.
La comunitat és famosa per haver estat escenari del clip They Don't Care About Us de Michael Jackson, el 1996. Aleshores l'equip de filmació del videoclip va haver de demanar autorització al cap local del tràfic de drogues, Márcio Amaro d'Olivera. Gairebé deu anys després, Márcio va ajudar a escriure el llibre Abusado - o Dono do Morro Dona Marta, de Caco Barcellos, on explica una mica de la història de Santa Marta.
En 29 de maig de 2008, va ser inaugurat un pla inclinat connectant les parts alta i baixa de la favela.

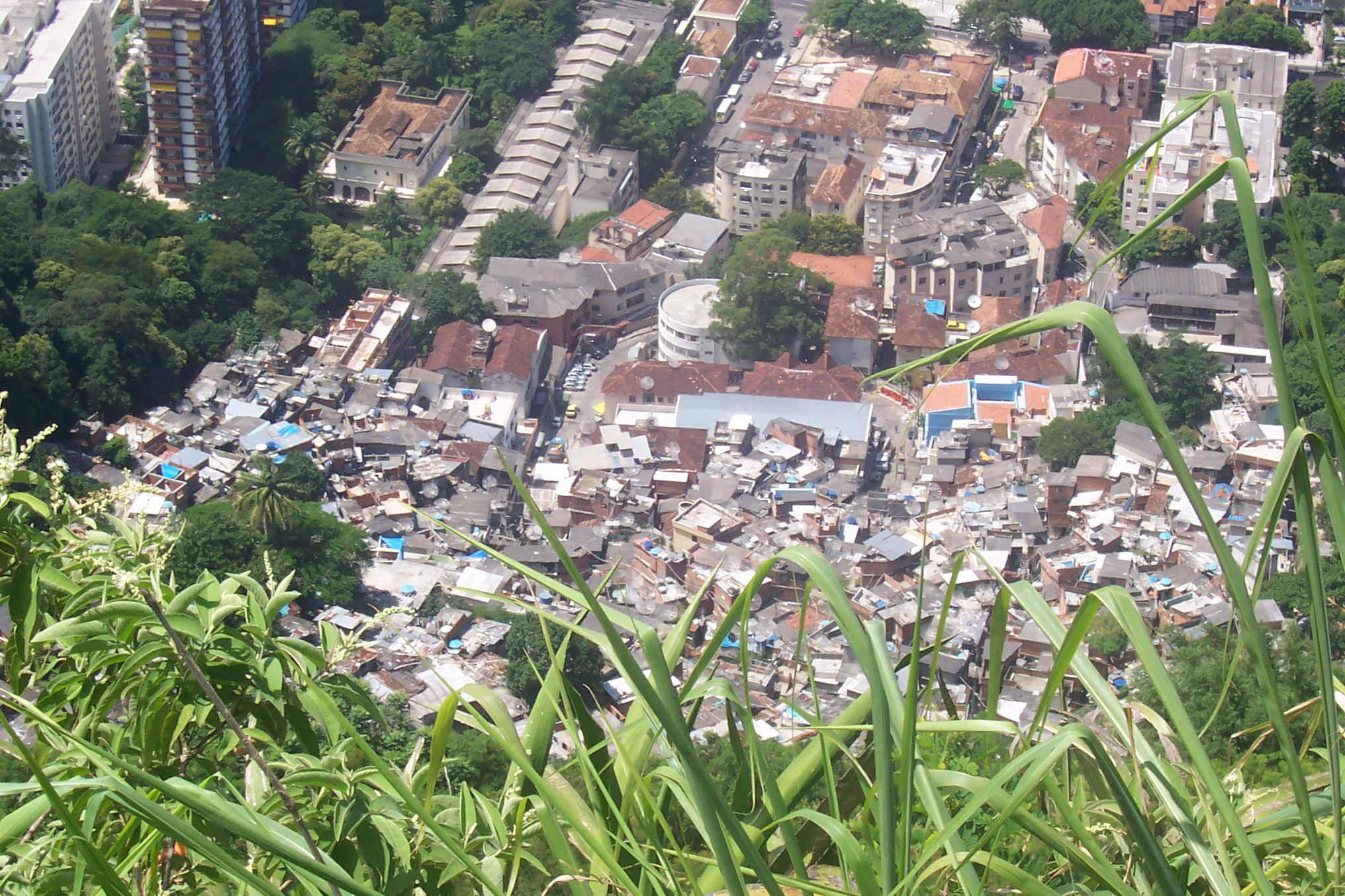
Vista des de dalt de la favela.

La favela es troba actualment ocupada per la Policia Militar de l'Estat de Rio, que aquí va instal·lar, el 19 de desembre de 2008, la primera Unitat de Policia Pacificadora de la ciutat. D'acord amb la Secretaria de Seguretat Pública de l'Estat, els punts de venda de droga que hi funcionaven van desaparèixer.
A l'inici de 2009, la favela va tornar als noticiaris, a causa de la instal·lació d'una xarxa d'internet sense fils gratuïta en el morro, per a ús de la comunitat. Encara el mateix any, el dia 13 de novembre, la comunitat va rebre la visita de la cantant nord-americana Madonna acompanyada del governador de l'estat de Rio Sérgio Cabral i de l'alcalde de la ciutat Eduardo Paes. El febrer de 2010, va ser escenari de l'enregistrament d'un clip de la cantant Alicia Keys amb Beyoncé. El mateix any, va rebre també parteix dels enregistraments de la novel·la Escrito nas Estrelas.
El 26 de juny de 2010, un any després de la mort del cantant americà Michael Jackson, la Secretaria Estadual de Turisme, Esportee Lazer (SEEL) va donar suport a les obres d'un espai públic a la llosa on el rei del pop es va presentar el 1996, sobre l'ambulatori de Dedé, líder comunitari local. L'espai conta amb un panell de l'artista Romero Brito i una estàtua del dibuixantt Ique, ambdós retratant Michael Jackson. D'aquesta manera, la llosa on Michael va gravar el videoclip They Don't Care About Us catorze anys abans va quedar immortalitzada, per a l'alegria dels fãns de Michael Jackson dintre i fora de la favela.
El juliol de 2010, va començar Ràdio Santa Marta, emissora comunitària de la favela. A través de la freqüència 103,3 MHZ, habitants de la comunitat comuniquen les seves notícies a tot el barri de Botafogo.
La favela, amb el Centre de la ciutat, va ser l'escenari principal de les escenes de la pel·lícula Fast Five, gravades el 2011. És també un dels escenaris de la sèrie L'Arma Escarlate, de l'autora brasilera Renata Ventura, publicada el 2011.